# Torneo International de Tenis Ciudad de La Coruña 2011
Il Torneo International de Tenis Ciudad de La Coruña 2011 è stato un torneo di tennis facente parte della categoria ITF Women's Circuit nell'ambito dell'ITF Women's Circuit 2011. Il torneo si è giocato a La Coruña in Spagna dal 18 al 24 luglio 2011 su campi in cemento e aveva un montepremi di $25 000.

## Vincitori

### Singolare
Gail Brodsky ha battuto in finale  Aleksandra Panova con il punteggio di 6–3, 6–4

### Doppio
Tímea Babos /  Victoria Larrière hanno battuto in finale  Leticia Costas Moreira /  Inés Ferrer Suárez con il punteggio di 7–5, 6–3